# Adradas

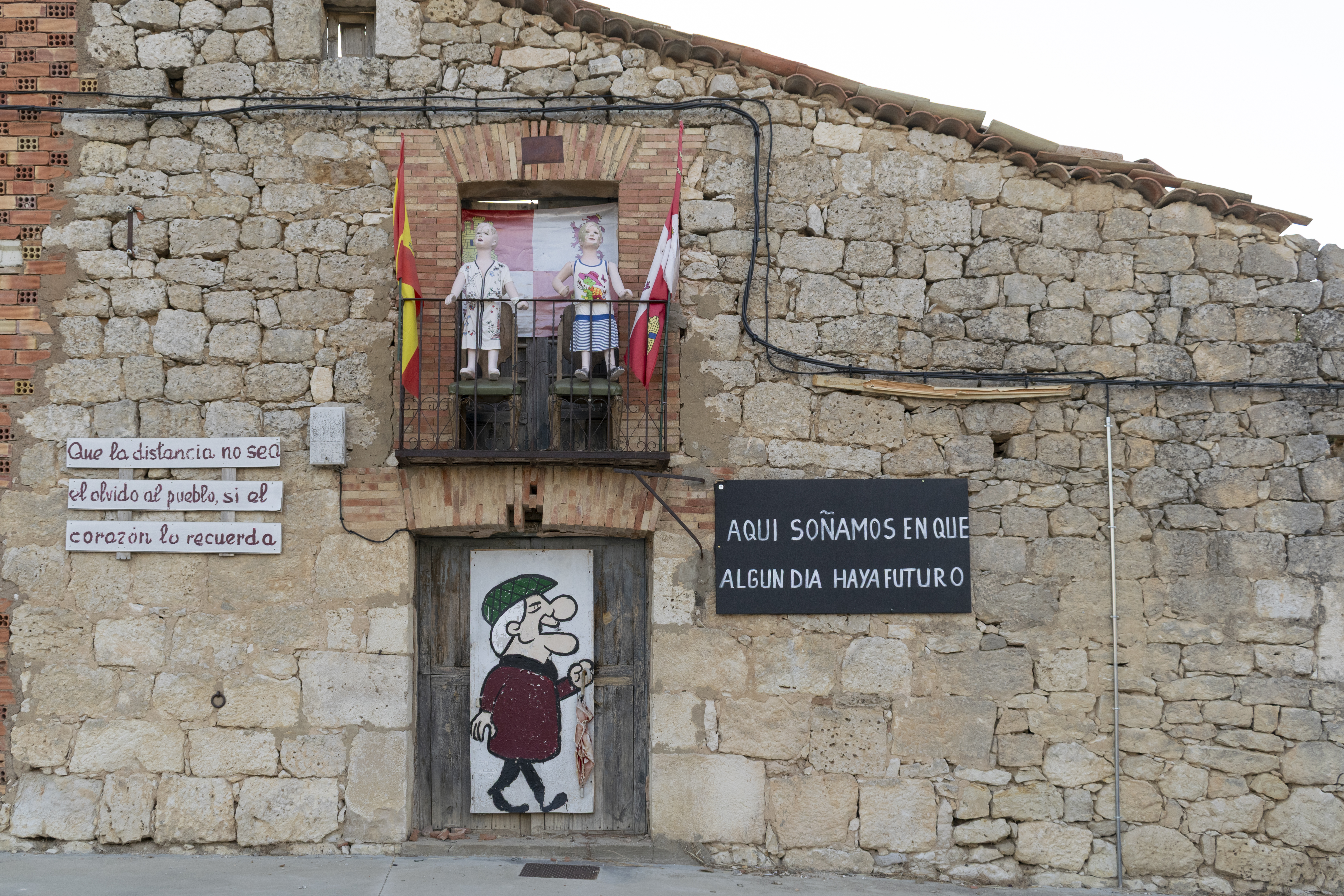
Fachada vivienda

Adradas es un municipio y localidad española de la provincia de Soria, en la comunidad autónoma de Castilla y León. El término municipal, ubicado en la comarca de Almazán, tiene una población de 58 habitantes (INE 2024) e incluye también los núcleos de Ontalvilla de Almazán y Sauquillo del Campo.

## Geografía
Se ubica en la provincia española de Soria, perteneciente a la comunidad autónoma de Castilla y León. Adradas, que judicialmente forma parte del partido judicial de Almazán, está situado en la comarca de Almazán. Se sitúa en un terreno en suave pendiente descendente desde las elevaciones que la separan de la Tierra de Medinaceli (sierra de Hontalbilla, puerto de Radona) hacia el valle del Duero. El municipio se alza a 1051 m sobre el nivel del mar, a unos 54 km de la capital soriana. Está atravesado por la N-111 y la A-15. 
| Noroeste: Almazán                | Norte: Frechilla de Almazán, Coscurita | Noreste: Morón de Almazán |
| Oeste: Baraona                   |                                        | Este: Taroda              |
| Suroeste: Alcubilla de las Peñas | Sur: Alcubilla de las Peñas            | Sureste: Taroda           |

Desde el punto de vista jerárquico de la Iglesia católica forma parte de la diócesis de Osma la cual, a su vez, pertenece a la archidiócesis de Burgos, aunque históricamente ha pertenecido al obispado de Sigüenza en el arciprestazgo de Almazán.

«...Está enclavado a ocho leguas de Soria, su provincia y audiencia; a tres de Almazán; su partido judicial; y a treinta de Burgos, que es su capitanía general.
Está situado al Sur de un pequeño cerro, con buena ventilación y clima saludable, limitando su término, con los de Sauquillo, Señuela, Taroda, Centenera y Radona. Antiguamente tenía un hospital titulado de San Roque, para los vecinos pobres del pueblo, fundado en 1559 por su cura párroco Alonso Sanz.
Tiene esté pueblo, cien vecinos, casa rectoral, y escuela de ambos sexos, dotada con 350 pesetas anuales, casa y retribuciones.
Adradas fue antiguamente del señorío de Altamira, al que pagaba tercios y alcabalas.
Una de las dos dehesas que posee, constituye propiedad del condado de Gómara, y la otra, que correspondía al convento de Dominicos de Soria, fue enajenada por el Estado.
Si terrenos hay que se prestan al desarrollo de la riqueza pública, el de Adradas se halla en este caso; y gran beneficio harían a sus naturales, las personas, que les aconsejasen sacaran a la superficie, las aguas que corren escondidas, y cuyo murmullo se comunica por un boquete natural, qué, hay en el camino de Ontalvilla.
Corresponde al arciprestazgo de Almazán, y es centro de Conferencias; a donde asisten Taroda y Centenera.
Le atraviesa la carretera de Almazán a Medinaceli, tiene cantón de la Guardia civil, dista de Sigüenza seis leguas, y su Iglesia parroquial, con el título de Santa Eulalia de Mérida, existente ya el año 1551, es de sólida arquitectura y de bastante gusto, rodeada de un cementerio muy capaz, coronado de almenas de sillería, con dos grandes puertas, sobre las cuales se ven unas armas....»

Dentro del término municipal se encuentran la pedanía de Sauquillo del Campo y la localidad de Ontalvilla de Almazán.

### Comunicaciones

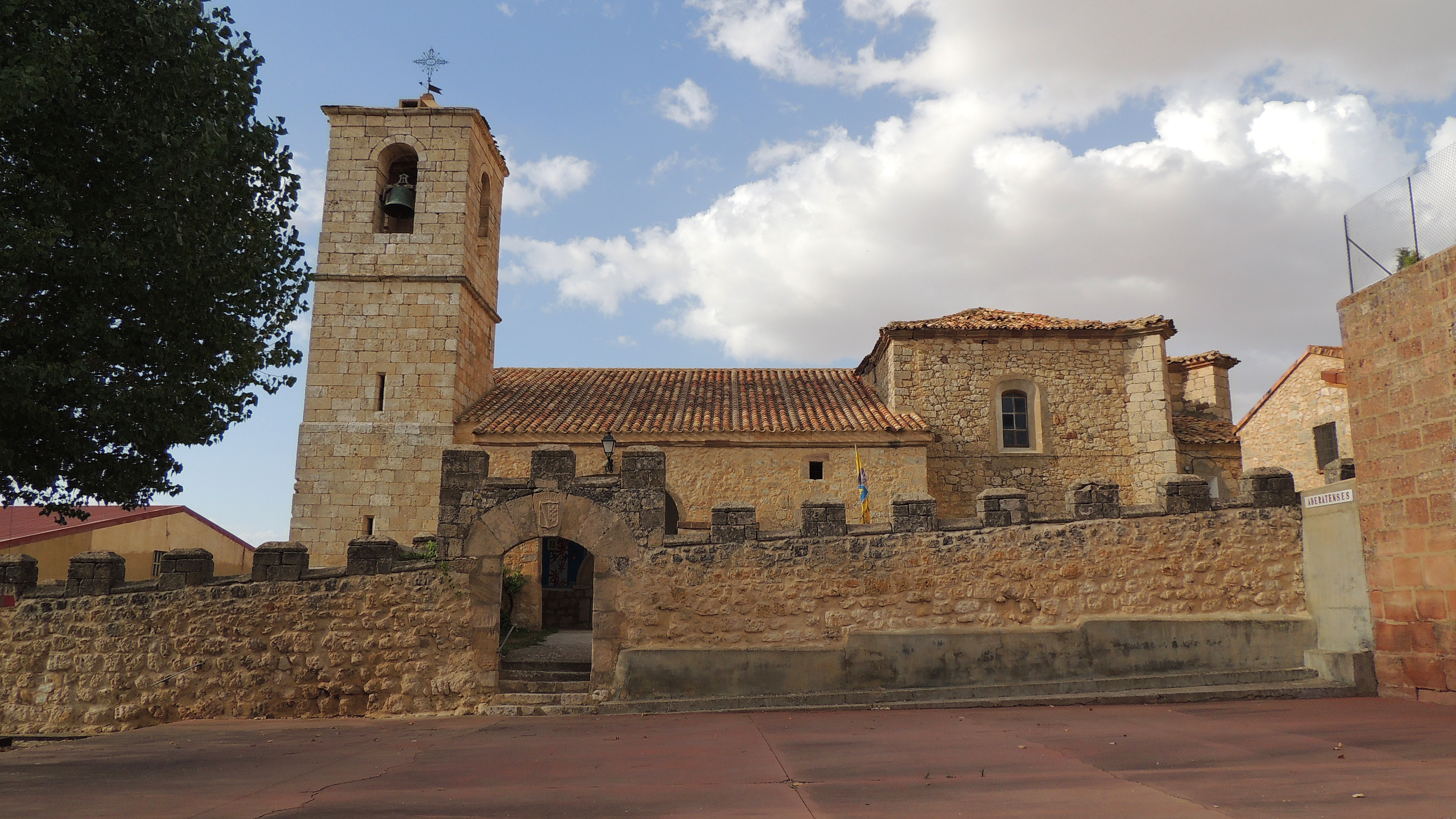
Iglesia de Santa Eulalia de Mérida

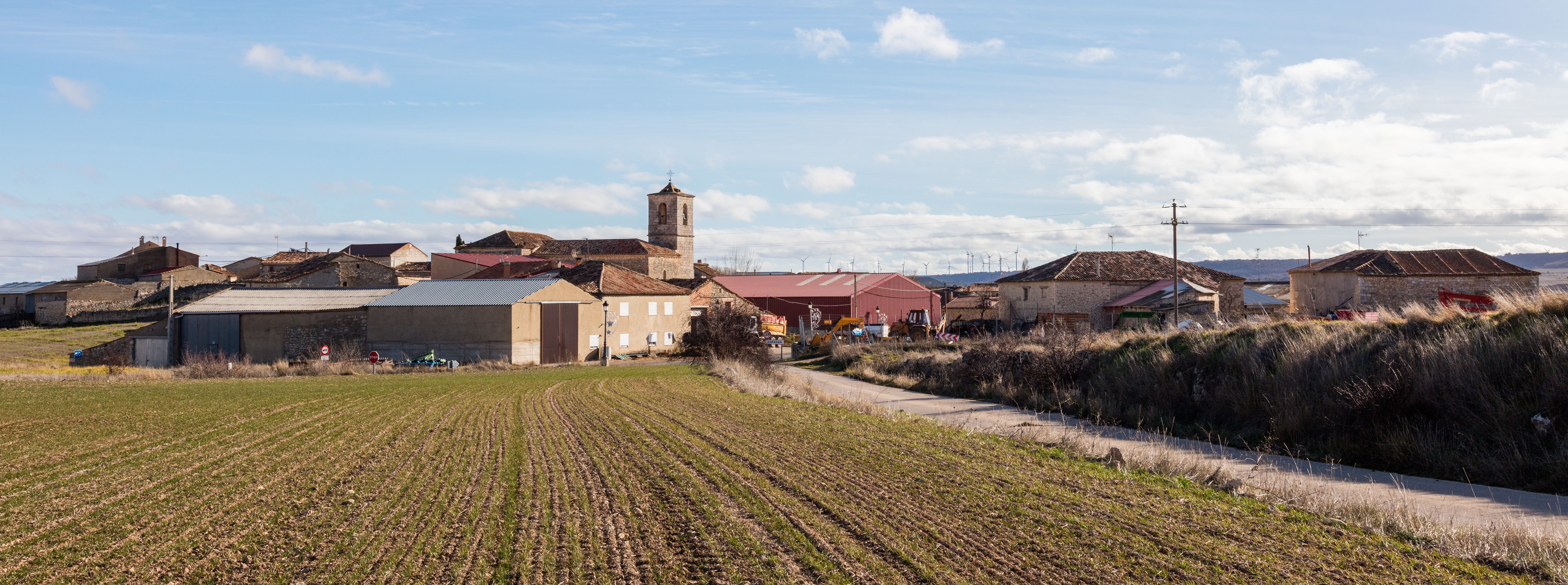
Vista de la localidad

Estación del ferrocarril Torralba-Soria, inaugurado el 1 de junio de 1892. Actualmente el tren pasa por el pueblo, pero no para desde 1987. Aún se conserva un apeadero donde paraba el tren los últimos años.

## Historia
En el censo de 1879, ordenado por el conde de Floridablanca, figuraba como lugar del Partido de Almazán en la Intendencia de Soria, con jurisdicción de señorío y bajo la autoridad del alcalde pedáneo, nombrado por el conde de Altamira. Contaba entonces con 201 habitantes.
A la caída del Antiguo Régimen la localidad se constituye en municipio constitucional en la región de Castilla la Vieja que en el censo de 1842 contaba con 41 hogares y 170 vecinos. A mediados del siglo XIX, crece el término del municipio porque incorpora a Sauquillo del Campo.
A finales del siglo XX, crece el término del municipio porque incorpora a Hontalbilla de Almazán.

## Demografía
Cuenta con una población de 58 habitantes (INE 2024).
| Gráfica de evolución demográfica de Adradas entre 1842 y 2021 |
| |
| Población de derecho según los censos de población del INE Población de hecho según los censos de población del INEEntre el censo de 1857 y el anterior, crece el término del municipio porque incorpora a 425101 (Sauquillo del Campo) Entre el censo de 1970 y el anterior, crece el término del municipio porque incorpora a 42557 (Hontalbilla de Almazán) |

### Población por núcleos
| Núcleos               | Habitantes (2000) | Habitantes (2016) |
| --------------------- | ----------------- | ----------------- |
| Adradas               | 45                | 48                |
| Ontalvilla de Almazán | 45                | 35                |
| Sauquillo del Campo   | 8                 | 6                 |